# 瑪利歐派對DS
《瑪利歐派對DS》是由Hudson Soft開發，任天堂於2007年發行在任天堂DS的派對遊戲，2016年4月在Wii U的Virtual Console上重新推出。
這是Hudson Soft開發的最後一款瑪利歐派對系列作品，隨後系列的核心開發人員转入任天堂的子公司NDcube，往後系列新作由NDcube（現稱Nintendo Cube）開發。

## 評價
《瑪利歐派對DS》在Metacritic上獲得中庸的評價。日本Fami通則給出33/40的評價。

### 銷售
本作於日本首周銷量為23萬4708份。截至2008年7月9日，於日本共銷售173萬0191份，是2008年日本電子遊戲銷售第18名。
截至2011年3月，本作於全球共售出超過800萬份。

## 外部連結
- 官方网站（任天堂DS）（日語）
- 官方网站（Wii U）（日語）